# Muscle car
Muscle car es un tipo de automóvil deportivo de tamaño medio o grande, con rasgos que lo hacen muy llamativo y le dan un aspecto agresivo, con un motor muy potente y un precio de compra relativamente barato y más accesible al gran público que otros deportivos. 
Entre las reglas no escritas que caracterizan a los muscle cars están: procedencia norteamericana, no ser demasiado lujosos, normalmente ser cupés pero no es requisito, tener tracción trasera y ser equipados con motores V8 y en ocasiones V6 o L6. Por extensión también han existido un gran número de sedanes, catalogados popularmente como muscle cars tal como el Dodge Charger o el Chevrolet Chevy II / Nova, o incluso familiares con motores de alta potencia, como el Chevrolet El Camino.
Los muscle cars han sido producidos históricamente en Estados Unidos por General Motors, Chrysler, Ford Motor Company o American Motors Corporation, desde la década de los sesenta. Los ejemplos actuales más significativos y populares son: el Ford Mustang, Ford Torino, Ford Maverick, Chevrolet Camaro, Chevrolet Nova, el Dodge Charger (B-body), el Dodge Challenger y AMC Javelin.

## En el mundo

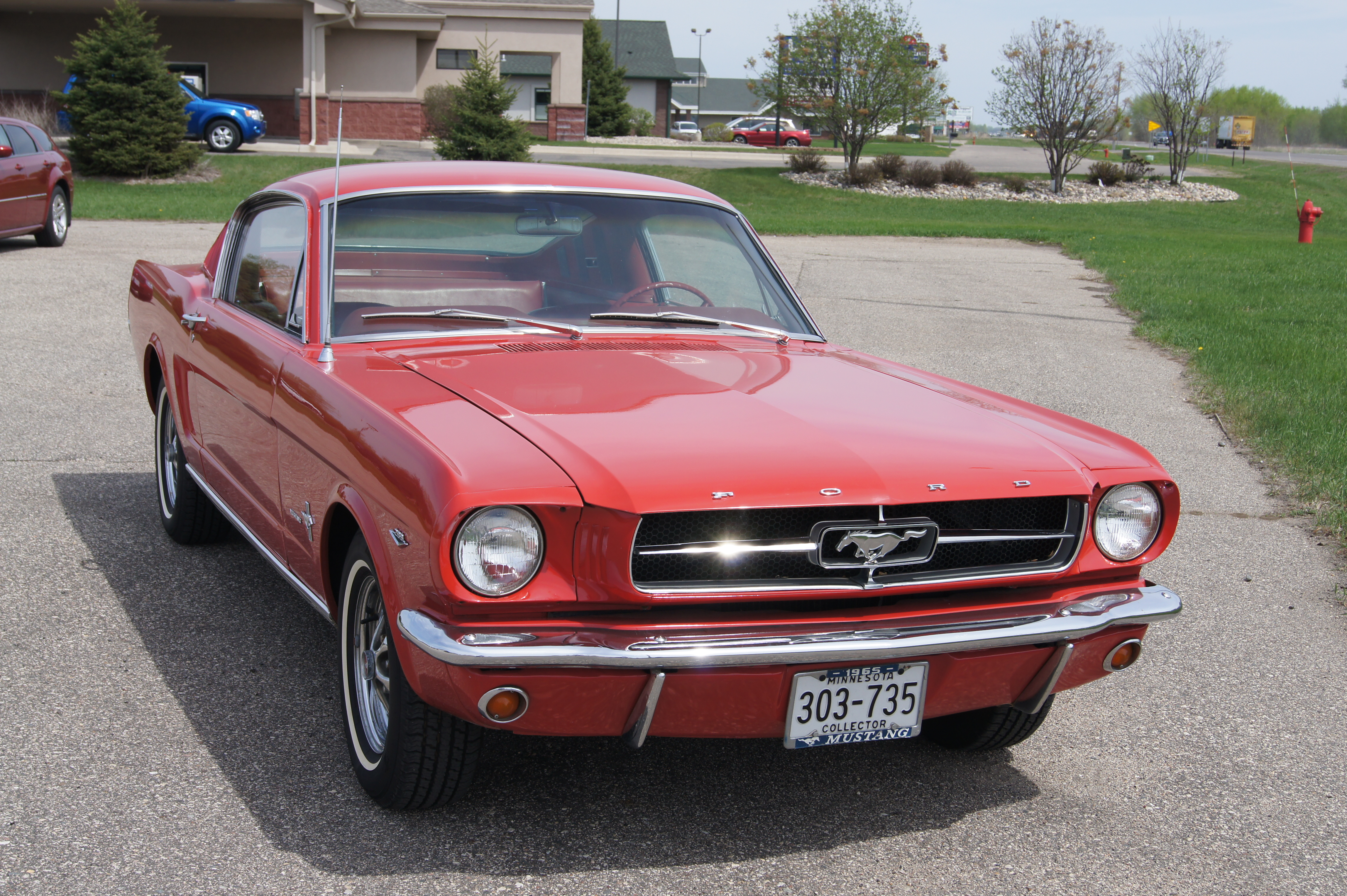
El Ford Mustang de 1965, uno de los primeros muscle cars

- En Argentina, las marcas Chevrolet y Dodge produjeron dos modelos muy aclamados de muscle cars. La primera, fue productora de la tercera generación americana del Chevrolet Nova, que en este país fue rebautizado como Chevy Nova. Este modelo, fue inicialmente presentado en una versión sedán de 4 puertas que mantenía muchos rasgos físicos de la versión cupé del Nova, la cual también sería producida y comercializada en Argentina unos años más tarde. En tanto que Dodge produjo en Argentina una serie de vehículos basados en la cuarta generación del Dodge Dart y que recibieran el nombre de Línea Dodge. Este vehículo presentó versiones sedán y cupé, que a su vez fueron un rediseño local del modelo Dart y que dependiendo de su nivel de equipamiento, recibía distintos nombres como Dodge Polara, Dodge Coronado, RT y Dodge GTX. En contrapartida a estas marcas, tanto Ford, como el productor nacional Industrias Kaiser Argentina, responderían con la producción de dos sedanes de altas prestaciones, como la versión argentina del Ford Falcon y un derivado del modelo norteamericano Rambler American, denominado IKA Torino, el cual además de su versión sedán, presentaría una versión cupé la cual terminaría siendo muy aclamada y popularizada en el ámbito automotor argentino.
- En Australia, las marcas históricas Ford y Holden (GM) produjeron diferentes generaciones de los modelos Falcon y Commodore respectivamente, siendo estos producidos en la actualidad como dos sedanes de altas prestaciones, utilizados también para el desarrollo de competencias de turismos. Asimismo, Holden produjo una versión local del modelo alemán Opel Commodore A cupé, que fuera bautizado como Holden Monaro, mientras que en el año 2013, comenzó con el desarrollo y producción en conjunto con su par estadounidense Chevrolet, de una versión del sedán Holden VF Commodore SS para su venta en los Estados Unidos, donde fue redenominado como Chevrolet SS.[3] Al mismo tiempo, además de estas dos marcas, Chrysler Australia produciría una versión local del modelo americano Plymouth Valiant, que fuera bautizado como Chrysler Valiant. Este modelo pasó por múltiples generaciones, siendo conocidas como Serie RV1 (1962), Serie SV1 (1962/63), Serie AP5 (1963–1965), Serie AP6 (1965–66), Serie VC (1966–67), Serie VE (1967–1969), Serie VF (1969–70), Serie VG (1970–71), Serie VH (1971–1973), Serie CH (1971–1973), Serie VJ (1973–1975), Serie CJ (1973–1974), Serie VK (1975–76), Serie CK (1975–76), Serie CL (1976–1978) y Serie CM (1978–1981).
- En Brasil, los llamados «Tres Grandes de Detroit» producirían localmente modelos de Muscle Car, que también fueran utilizados para competiciones deportivas. En el caso de Dodge, la filial brasileña produjo una versión local de la cuarta generación del estadounidense Dodge Dart, el cual fue presentado en versiones sedán (Dart) y cupé (Charger brasileño). Su producción duró desde 1969 a 1981. Por el lado de Ford, en 1973 se produjo una versión local del Ford Maverick al cual (debido a que en ese entonces Ford Brasil continuaba trabajando con algunos excedentes de la compra que realizara de la Willys Overland do Brasil) se lo equipó en un primer momento con un impulsor de 6 cilindros en línea de origen Willys. Años más tarde, comenzaría la producción de modelos con motor V8, pero estos llegarían en el ocaso de su producción, la cual fue cancelada en el año 1979. Finalmente, General Motors presentaría en el año 1968 una versión local del modelo alemán Opel Commodore, el cual fue rebautizado como Chevrolet Opala. El origen de este nombre, se da de la combinación de los términos «Opel» e «Impala», quienes dan la connotación del origen alemán de su carrozado, pero que también hace alusión a su impulsor, un Chevrolet de 6 cilindros en línea y 250 pulgadas cúbicas, originario del modelo estadounidense Chevrolet Impala. De los tres modelos reflejados, el Opala fue el vehículo que más tiempo se mantuvo en producción, alcanzando más de 20 años de producción ininterrumpida y llegando a una producción neta de más de 1.000.000 de unidades y ostentando el título del «automóvil nacional», convirtiéndose en todo un ícono de la industria automotriz brasileña.
- México produjo en su momento algunos míticos modelos. Automex (Chrysler) ofreció al público el Dodge Coronet sedán 2 puertas, el Dart GTS 2 puertas, el Barracuda Sedán 2 puertas, el Dodge Super Bee, el Dodge Magnum así como también el Valiant Super Bee, único en el país y envidiado en los Estados Unidos. Vehículos Automotores Mexicanos (VAM) armó el Javelin con un exclusivo motor Seis (282 pulgadas cúbicas). Chevrolet y Ford también comercializaron algunos modelos especiales en México. Ford por su lado le dio a México el poderoso Maverick Shelby, un auto especial y del que se produjeron pocas unidades. La época de los muscle cars en México es similar a la estadounidense desde 1964 a 1976 aproximadamente.
- Japón también vio algunos muscle cars sobre todo en los 60 pero de manera muy reducida puesto que en años venideros nacerían coches como el Nissan Skyline.
- Sudáfrica también tuvo muscle cars algún tiempo adaptando coches de tamaño medio y compactos provenientes de Estados Unidos.
- Colombia tuvo en su tiempo el Dodge Demon y Coronet pero solo en sus primeras generaciones.

En resumen los muscle cars tuvieron cierto auge solamente en el continente americano mientras que para el resto del mundo quedaron limitados a una presencia discreta entre coleccionistas y aficionados, algunos de ellos en países como España, Inglaterra, Francia y Japón, entre otros que tuvieron contacto directo con Estados Unidos.
Una gran mayoría de muscle cars son equipados con grandes motores V8, a excepción del Buick Regal Grand National, equipado con un motor V6 3.8 L turbo. Hablando estrictamente, un muscle car es un coche de tamaño medio, con un precio razonable y orientado a las altas prestaciones gracias a sus potentes motores V8.
La era de los muscle cars empezó a mediados de los 60 y acabó, con la crisis del petróleo a mediados de los 70, cuando los jóvenes deseaban tener un coche diferente al que tendrían sus padres, con altas prestaciones y apariencia potente, pero asequible económicamente. Todos estos conceptos pronto se convirtieron en un filón para las grandes marcas americanas, y enseguida supieron sacarle partido a este nuevo tipo de coches. En pocos años, Ford, Chevrolet, Pontiac, Oldsmobile o Dodge tuvieron su propio muscle car en el mercado. Incluso algunas marcas tuvieron varios modelos en sus filas.
Eso sí, no todos los Mustang, Firebird, Charger o Camaro eran muscle cars. Esta definición se aplicaba solo a las versiones más potentes de ciertos modelos de precio medio aparecidos en aquellos años. Pero esto era un arma de doble filo y fue bien usada por la industria automovilística de los Estados Unidos de América. No todos podían permitirse un Ford Mustang Boss 429 o un Chevrolet Camaro Z28, pero sí que estaban dispuestos a comprar un Mustang o un Camaro con algunos extras, más barato y sin tanta potencia.

## Coches considerados comomuscle cars
Si bien no todos los autos son considerados muscle cars marcas como Cadillac y Lincoln Motor Company o modelos como Ford LTD, excepto el Ford LTD LX 5.0, Dodge Monaco y el Chrysler Imperial contaban con motores grandes y de alta potencia pero eran autos muy lujosos y caros que no estaban al alcance de cualquiera en su época por lo que no son considerados muscle cars puros.
Se pueden ubicar dividiéndolos en 6 bloques.

### Compactos
Estos autos se caracterizaron por tener dimensiones pequeñas y ser los más baratos dentro de la categoría de los muscle cars. El primer compacto en tener una versión de muscle car fue el Chevrolet Nova SS de 1963, equipado con el motor V8 de 327 pulgadas cúbicas. El último compacto muscle car fue el Dodge Aspen R/T de 1980, junto con su gemelo, el Plymouth Volare RoadRunner. Existieron más compactos en el mercado americano, pero no todos fueron considerados muscle cars. Autos como el Pontiac Ventura, Buick Apollo, Oldsmobile Omega, Mercury Comet (1971–1977), Ford Falcon y Ford Maverick quedaron fuera de esta categoría, aunque en el caso de este último existieron algunas versiones deportivas y estéticas como el Grabber, el Spring y el Stallion, pero ninguna llegó a tener rendimiento a la altura de un muscle car, debido en gran parte a su motor fue un V8 302 de serie, no de alto desempeño.
Los muscle cars compactos reconocidos han sido:
- 1953–1959 Studebaker Hawk
- 1964 Ford Mustang
- 1969 AMC Hurst SC Rambler
- 1971 AMC Hornet SC/360
- 1963–1973 Chevrolet Nova
- 1967 Dodge Dart GT
- 1968–1970 Dodge Dart GTS
- 1969–1973 Dodge Dart Swinger 340
- 1971–1972 Dodge Dart Demon 340
- 1973 Dodge Dart Sport 340
- 1971–1973 Plymouth Valiant Scamp 340
- 1970–1973 Plymouth Duster 340
- 1970 Plymouth Barracuda
- 1971 Plymouth Cuda
- 1970 Chevrolet Camaro
- 1969 Dodge Charger y Challenger
- 1970 Dodge Super Bee
- 1971 Pontiac Firebird

### Medianos
Los muscle cars medianos son considerados los autos ideales de alto desempeño, ya que no son tan voluminosos y difíciles de manejar como los autos de gran tamaño, además de que representan una mejor apariencia en comparación con un auto compacto. El último muscle car mediano fue el Chevrolet Chevelle Laguna de 1976.
- 1970 AMC Rebel Machine
- 1965–1973 Buick Skylark
- 1965–1973 Chevrolet Chevelle/Malibu SS
- 1967–1970 Dodge Coronet R/T
- 1966–1970 Ford Fairlane GT
- 1972–1973 Ford Gran Torino GT
- 1965–1973 Oldsmobile Cutlass
- 1966–1969 Mercury Comet
- 1965–1973 Pontiac LeMans

### Intermedios o «puros»
La mayoría de los muscle cars intermedios son los llamados «puros»:
- 1968–1970 AMC AMX
- 1971 AMC Matador Machine
- 1965–1972 Buick GS/GSX
- 1970–1971 Chevrolet Monte Carlo SS
- 1966–1974 Dodge Charger R/T, 500 y Rallye
- 1968–1970 Dodge Super Bee
- 1968–1971 Ford Torino GT/Torino Cobra
- 1965–1972 Oldsmobile 442[4]
- 1968–1971 Mercury Cyclone
- 1964–1972 Pontiac GTO
- 1964 Chevrolet Impala
- 1968–1973 Plymouth Road Runner

### Grandes o de tamaño completo
- 1964–1971 Ford Galaxie Big Block
- 1964–1969 Chevrolet Impala
- 1964–1969 Pontiac Catalina 2+2
- 1964–1969 Buick Wildcat GS
- 1964–1973 Buick Riviera GS
- 1964 Dodge Polara 440 Max Wedge
- 1970 Chrysler Hurst 300

### Pony cars
- 1964–1973 Ford Mustang Fastback, GT, Mach 1, Boss 302/429/351
- 1970–1975 Ford Maverick 302
- 1967–1970 Mercury Cougar GT, Eliminator
- 1964–1973 Plymouth Barracuda Formula S, Hemi 'Cuda, 440+6, 'Cuda 383, 'Cuda AAR y 'Cuda 340
- 1970–1974 Dodge Challenger R/T Hemi 426, Hemi 440
- 1967–1973 Chevrolet Camaro SS, RS, Z/28 y Z-L1
- 1967–1973 Pontiac Firebird Formula y Trans Am
- 1968–1973 AMC Javelin

### Especiales
- 1969 Dodge Charger Daytona
- 1969 Ford Torino Talladega
- 1970 Plymouth Road Runner Superbird[5]
- 1967–1969 Chevrolet Yenko S/C Camaro
- 1967–1970 Chevrolet Yenko S/C Nova y Yenko Deuce Nova
- 1968–1969 Chevrolet Yenko S/C Chevelle
- 1965–1969 Ford Shelby Mustang GT350
- 1965–1969 Ford Shelby Mustang GT500
- 1968 Dodge Mr Norm's GSS Hemi Dart
- 1968 Plymouth Mr Norm's Hurst Hemi Barracuda.
- 1970 Dodge Charger R/T
- 1969 Dodge Charger Daytona R/T

## Origen

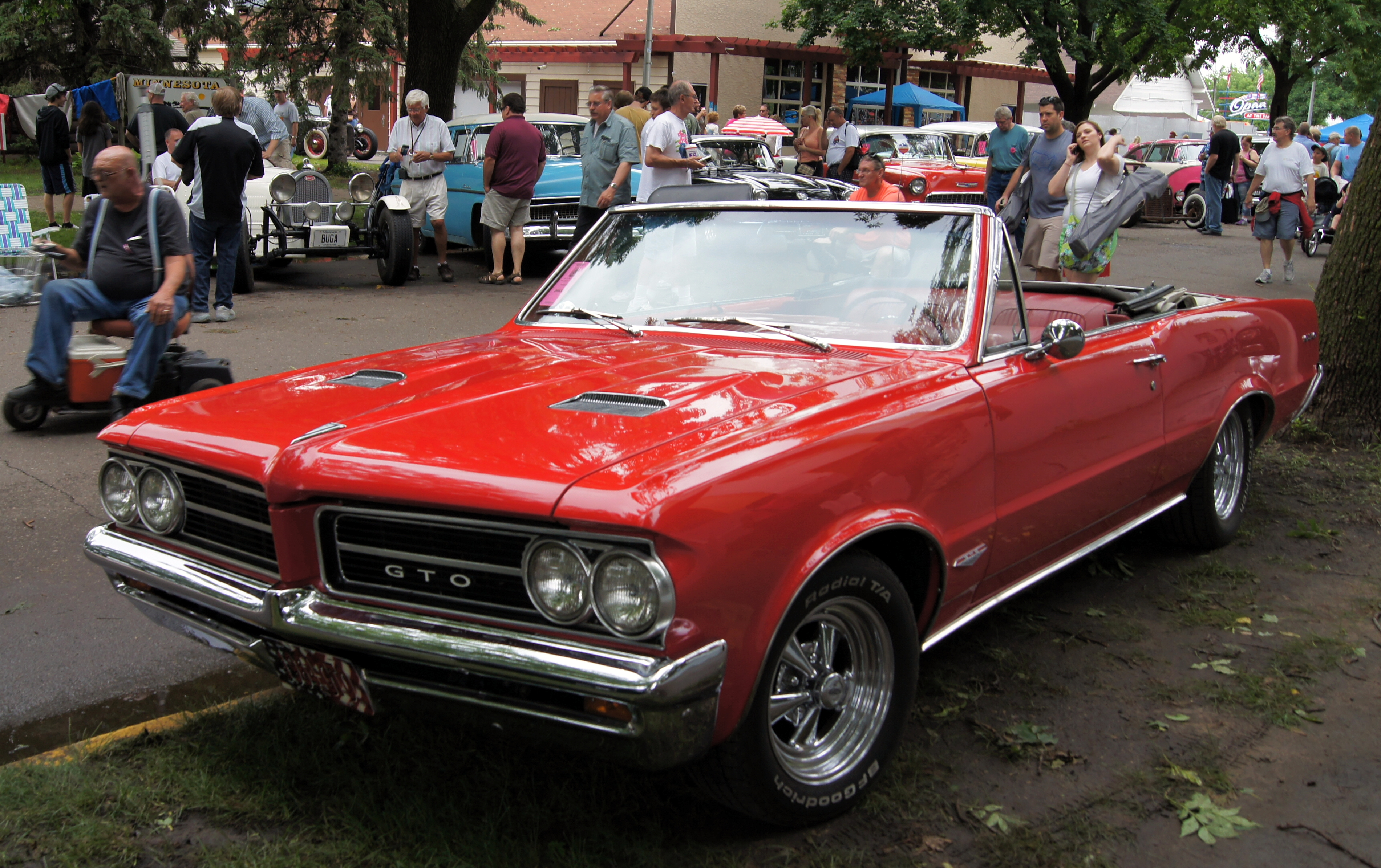
Pontiac GTO de 1964

La producción regular de coches se suspendió por varios años durante la década de 1940 debido a la Segunda Guerra Mundial, y no fue hasta la década de 1950 que se dio un nuevo avance en la industria automotriz. Esto, junto con la nueva revolución juvenil de la década de los 60 abrió el camino de los muscle cars.
Los jóvenes de aquellas épocas querían coches diferentes a los que tenían sus padres, que representaran su libertad y estilo. Pero por ser jóvenes, no disponían del dinero suficiente para un auto de alto rendimiento (por ejemplo, el Chevrolet Corvette, o el Ford Thunderbird).
A principios de los sesenta los automóviles baratos eran los Ford Falcon y los Rambler American, que no ofrecían motores y carrocerías deportivas. En cuanto a los automóviles medianos que apenas habían comenzado a surgir, también carecían de prestaciones y versiones deportivas. Un Ford Fairlane o un Rambler Classic eran más vistos como aptos para ser el segundo coche familiar. Y por su parte, los automóviles de tamaño grande comenzaron a tener motores de alto rendimiento, pero con un precio elevado. Tal fue el caso del Impala SS, el Galaxie 427, el Dart Wedge 413 y los Chrysler Serie 300.
No fue hasta 1964 cuando se introdujo el Pontiac GTO, que los muscle cars comenzaron a tener un mayor apogeo. Esto comenzó a definir a los muscle cars como automóviles con carrocerías deportivas, de aspecto ¨musculoso¨, con motores de alto rendimiento, espacio suficiente para cuatro pasajeros y precio accesible. Básicamente se trataba de un auto de carreras que se pudiera conducir todos los días para ir al trabajo y que se pudiera usar para competir los fines de semana.

## Políticas
La construcción de los muscle cars se volvió rápidamente una responsabilidad durante este período. El Grupo de Seguridad Automotriz, liderado por Ralph Nader, criticó la idea de ofrecer coches tan potentes, sobre todo al público más joven. La gran potencia de los muscle cars hizo latente la pobre seguridad de muchos coches contemporáneos, así como la severa limitación de sus neumáticos. En respuesta, la industria de la seguridad automovilística empezó a imponer excesivos recargos en los modelos más potentes, elevando el precio y sacando a muchos muscle cars de las posibilidades de sus compradores. Por otro lado, y casi simultáneamente, la preocupación por la contaminación atmosférica, orientó el interés de Detroit de la potencia al control de emisiones. El problema se volvió más complicado en 1973, cuando la OPEP empezó a racionar y a aumentar el precio de la gasolina.

## Después de la eramuscle car
En 1970 la mayoría de los muscle cars vivían su último año en el mercado. Algunos se despedían y otros se preparaban para reenfocarse en otro segmento. En 1973 comenzó la decadencia del muscle car y el ocaso de esta era. La mayoría de los motores tuvieron que reducir drásticamente su potencia (un ejemplo es el Chrysler 440, que si en su máximo esplendor alcanzó 390 hp (440 Six-Pack), en sus últimos años solo producía cerca de 225 hp) debido a las estrictas leyes anticontaminantes y la crisis de petróleo, así que la mayoría de las compañías optaron por dejar de fabricar sus motores grandes y utilizar motores de bloque pequeño.
En 1974 los muscle car entraban en su recta final. Los que se basaban en autos de producción regular con opción deportiva pudieron sobrevivir, pero los deportivos puros no sobrevivieron más allá de ese año. Desaparecieron del mercado la mayoría de los pony cars como el Plymouth Barracuda y el Dodge Challenger. El Mercury Cougar dejó el segmento de los pony cars para convertirse en un auto de lujo que compartía plataforma con el Ford Torino. Por su parte, AMC finalizó la producción del Javelin y el AMX.
En los autos más grandes, el mítico Pontiac GTO, que en 1974 se basó en el Nova de Chevrolet, desapareció después de ser un éxito en ventas en los últimos 10 años. Los nombres que años antes eran sinónimos de alto desempeño, como 442 o Grand Sport ahora solo eran opciones con carrocerías estilizadas. El Ford Galaxie desapareció ese 1974 y en su lugar, el lujoso LTD se convirtió en el tope de gama que ofrecía Ford. Además el exitoso Mustang cambiaba de generación este año, basándose en el subcompacto Pinto, disponible con motores de 4, 6 y 8 cilindros, el último con un desplazamiento de 302 pulgadas cúbicas, lo cual puso en desventaja al Camaro y al Firebird.
En 1975 los muscle cars se estaban acabando. Los nombres de estos deportivos siguieron vigentes, pero ya no correspondían a autos de alto desempeño. Chrysler lanzó su nueva generación de vehículos medianos, con nuevas versiones del Coronet y del vehículo personal de lujo, el Charger, que se basó en el Chrysler Cordoba. Por su parte, Plymouth descatalogó al Satellite y en su lugar entró el Fury, cuya versión se llamó Gran Fury. 1975 fue el último año del RoadRunner como auto único, ya que regresaría al siguiente año como una versión del Volare. El Charger ya no era un automóvil muscle car, pues había perdido toda su esencia que lo caracterizaba como tal. El Charger comenzó a ofrecerse más como un auto de lujo, pero los ingenieros de Chrysler decidieron mantenerlo. Ese año también fue el adiós de la versión Super Sport en Chevrolet Nova. Mientras tanto Ford lidiaba con un motor extremadamente grande, el V8 460.
En 1976 murieron otros dos muscle cars: el Plymouth Duster y el Dart Sport, siendo sustituidos por los nuevos Dodge Aspen/Plymouth Volare y sus versiones deportivas el Aspen R/T y el Volare Road Runner. Estos pueden considerarse como los últimos muscle cars de Chrysler, ya que fueron producidos hasta 1980. Luego fueron reemplazados por los autos de la plataforma K. Chevrolet perdía su Nova SS, uno de los últimos compactos V8 con opción deportiva. Mientras, Ford despedía a su Torino ese año y a su motor 460.
Así, para 1978 todos los muscle cars se habían extinguido. El Charger fue descontinuado ese año y en su lugar entraba el Dodge Magnum, que solo sería producido hasta 1979. Solo los pony cars sobrevivían. Ese año, el Mustang estrenaba su tercera generación. Los compactos con motores V8 dejaron de existir en 1983 con el Fairmont, Chrysler reemplazó los suyos con los autos de la plataforma K, y Chevrolet con los de la plataforma J.
Chevrolet tenía al Corvette y al Camaro en los 80 como sus únicos autos deportivos V8, hasta que en 1983 el Monte Carlo revivió la versión SS, que fue producido hasta 1987 junto con su compañero de plataforma, el Chevrolet El Camino. En 1983 también se introdujo al mercado el exitoso Buick Grand National o Regal GNX que también fue cesado en 1987. A partir de 1989 Ford lanzó al mercado al Thunderbird Super Coupe con la nueva plataforma MN12; este auto estaba equipado con suspensión independiente y frenos de disco en las cuatro ruedas, con el poderoso motor ESSEX V6 de 3.8L OHV sobrealimentado. El Super Coupe tenía la transmisión M5R2 de 5 velocidades, derivada de los Mazda de transmisión manual de 4 velocidades automáticos.
El Thunderbird SC fue nombrado auto del año en 1989 por la revista Motor Trend, Ford prudentemente decía que al máximo de 5,600 RPM, el supercargador proveía de 12 PSI de presión, produciendo 210 caballos a 4000 RPM y 315 LB-P, era a 2600 RPM abajo de una compresión 8.2:1. En marzo de 1996, Motor Trend hizo una comparativa de manejo al Thunderbird SC 1995 contra el Chevrolet Monte Carlo Z34 y al Buick Regal Gran Sport. El SC mostró el mejor comportamiento, incluyendo su aceleración de 0 a 96 km en 7 segundos y terminar el cuarto de milla en 15 s a 141 km/h. En suma mostraba un mejor comportamiento que los otros. El autor del artículo, Don Sherman, escribió: el Buick Regal es competente, un modelo confortable y con precio atractivo, pero es una tontería llamarlo Gran Sport. Nada es grande ni deportivo en el modelo. El Monte Carlo necesitaría pasar a un V8 y a un año de refinamientos para erradicar esos errores de calidad. Esto deja al Thunderbird SC como el ganador de la prueba. Es lejanamente sofisticado y sus soluciones son las de un cupé de cuatro plazas a un buen precio. Con críticas como ésta, el incremento de mejoras y desarrollo mostrado en los SC le hizo también una vida corta. El Thunderbird SC fue descatalogado en 1995 al estancarse en las ventas.
Podemos decir que el Ford Thunderbird SC y el Mercury Cougar XR-7 de esa época fueron los últimos muscle cars de peso completo de la historia. A la par de estos fantásticos muscle cars se encontraban en las mismas filas de la Ford Motor Company, el Mustang, que a diferencia del Chevrolet Camaro, mantenía un look con reminiscencias de un muscle car. General Motors, en tanto, mantenía versiones del Chevrolet Camaro y del Pontiac Firebird con aspectos más cercanos a autos deportivos que a muscle cars.

## Después de 1973

### Años 70 (1973–1979)
AMC
- 1973–1974 AMC Javelin AMX
- 1974–1976 AMC Matador X

Chrysler
- 1973–1974 Dodge Challenger 360
- 1973–1974 Dodge Charger 360/440
- 1973–1976 Dodge Dart Sport 340/360
- 1973–1976 Dodge Dart Swinger 340/360
- 1976–1989 Dodge Aspen R/T
- 1978–1979 Dodge Magnum
- 1973–1975 Plymouth RoadRunner
- 1973–1976 Plymouth Duster 340/360
- 1976–1979 Plymouth Volare RoadRunner/ Volare Duster

Ford
- 1971–1973 Mercury Cougar XR7
- 1973–1976 Ford Gran Torino Sport/GT
- 1973 Ford Mustang I GT, Mach 1
- 1974–1977 Ford Mustang II GT, Cobra, King Cobra, Mach 1
- 1978–1979 Ford Mustang III (Fox) GT, Cobra
- 1994–2004 Ford Mustang GT, SVT Cobra y Mach 1
- 1979 Mercury Capri

GM
- 1973 Chevrolet Chevelle SS
- 1974–1976 Chevrolet Chevelle Laguna Type S-3
- 1973–1976 Chevrolet Nova SS
- 1973–1979 Chevrolet El Camino SS
- 1973–1979 Chevrolet Camaro II Z28 y Sport
- 1973–1974 Pontiac GTO
- 1973–1979 Pontiac Firebird II Formula y Trans Am
- 1973–1974 Buick Riviera GS
- 1973–1975 Buick Century GS
- 1973–1979 Oldsmobile Cutlass 442
- 1973–1975 Oldsmobile Olds/Hurst
- 1979 Oldsmobile Olds/Hurst

### Años 80 (1980–1989)
Chrysler
- 1980 Dodge Aspen R/T
- 1980 Plymouth Volare RoadRunner

Ford
- 1980–1989 Ford Mustang III (Fox) GT, Cobra, SVO
- 1980–1986 Mercury Capri
- 1983–1988 Mercury Cougar / Thunderbird

GM
- 1983–1987 Chevrolet Monte Carlo SS
- 1980–1987 Chevrolet El Camino SS
- 1980–1981 Chevrolet Camaro II Z28 y Sport
- 1982–1989 Chevrolet Camaro III SS, RS, Z28 y IROC-Z
- 1984–1989 Chevrolet Corvette C4
- 1980–1981 Pontiac Firebird II Formula y Trans Am
- 1982–1989 Pontiac Firebird III Trans Am
- 1983–1987 Buick Turbo Regal y T-Type
- 1983, 1975–1987 Buick Grand National
- 1987 Buick GNX
- 1980 Oldsmobile Cutlass 442
- 1983–1984 Oldsmobile Olds/Hurst
- 1985–1987 Oldsmobile Cutlass Supreme 442

### Años 90 (1990–1999)
Chrysler
- 1992–1999 Dodge Viper RT/10, GTS, GT2

Ford
- 1989–1997 Ford Thunderbird (5.0, Super Coupe, 4.6)
- 1989–1997 Mercury Cougar (5.0, XR-7, 4.6)
- 1990–1993 Ford Mustang III (Fox) GT, SVO
- 1994–1999 Ford Mustang IV GT, SVT

GM
- 1990–1992 Chevrolet Camaro III Z28, IROC-Z, RS, SS.
- 1993–1999 Chevrolet Camaro IV Z28, RS, SS
- 1994–1996 Chevrolet Impala SS
- 1990–1996 Chevrolet Corvette C4
- 1997–1999 Chevrolet Corvette C5
- 1990–1992 Pontiac Firebird III Trans Am
- 1993–1999 Pontiac Firebird IV Trans Am

### Años 2000 (2000–2009)
Chrysler
- 2000–2002 Dodge Viper RT/10, GTS
- 2003–2006 (2008–2009) Dodge Viper SRT-10
- 2006–2009 Dodge Charger (LX) R/T, Daytona R/T, SRT-8, SRT-8 Super Bee
- 2006–2008 Dodge Magnum (LX) R/T, SRT-8
- 2006–2009 Chrysler 300C (LX) SRT-8
- 2008–2009 Dodge Challenger (LC) R/T, SRT-8

Ford
- 2000–2004 Ford Mustang IV GT, SVT, Mach 1
- 2003–2004 Mercury Marauder
- 2005–2009 Ford Mustang GT/ Shelby GT500

GM
- 2004–2007 Cadillac CTS-V
- 2005–2009 Cadillac STS-V
- 2000–2002 Chevrolet Camaro IV Z28, SS
- 2006–2007 Chevrolet Monte Carlo SS
- 2000–2004 Chevrolet Corvette C5
- 2005–2009 Chevrolet Corvette C6
- 2000–2005 Chevrolet Impala LS
- 2004–2005 Chevrolet Impala SS
- 2006–2009 Chevrolet Impala SS
- 2000–2002 Pontiac Firebird IV Trans Am
- 2004–2006 Pontiac GTO
- 2008–2009 Pontiac G8 GT, GXP

### Años 2010 (2010- presente)
Chrysler
- 2010 Dodge Charger (LX) R/T, SRT-8, SRT-8 Super Bee
- 2011-presente Dodge Charger (LD) R/T, SRT-8 Hemi 392, Super Bee SRT-8 Hemi 392
- 2010- presente Dodge Challenger R/T, SRT-8, SRT-8 Hemi 392
- 2010 Chrysler 300C SRT-8
- 2011- presente Chrysler 300 SRT-8 Hemi 392

Ford
- 2010-presente Ford Mustang GT, GT/CS, Shelby GT500/ GT350, Boss 302

GM
- 2010-2024 Chevrolet Camaro V Z-L1, Z28, SS
- 2010–2013 Chevrolet Corvette C6
- 2013- presente Chevrolet Corvette C7
- 2010- presente Cadillac CTS-V

## Hoy en día
Hoy en día, conocemos los muscle cars como coches de la época en la que la gasolina usaba plomo como antidetonante, y que tenían casi el mismo poder que un auto de carreras de la época. Un muscle car bien cuidado o restaurado íntegramente puede llegar a costar hasta el triple o el cuádruple de su precio dependiendo del modelo, marca y época.
En EE. UU. los muscle cars ganaron mayor cota de mercado al convertirse en sedanes de cuatro puertas realmente potente. Como ejemplos de esta tendencia tenemos al Chevrolet Impala SS, Chevrolet Camaro, Pontiac Firebird y Mercury Marauder, autos que en su breve periodo de comercialización ganaron adeptos como los iniciadores de los muscle cars de nueva generación, siendo la semilla para generar otros como el Chrysler 300 y el nuevo Dodge Charger entre otros. Entre ellos estaba el Ford Crown Victoria Police Interceptor, el cual labró su leyenda gracias a su prestigio mundial como vehículo policial
De igual manera, el desarrollo del muscle car al tope de sus prestaciones recayó en modelos de alta gama que también son superdeportivos como el Dodge Viper y el Chevrolet Corvette, así como algunas versiones especiales potenciadas al máximo en otros autos de este tipo pero medianamente accesibles. Simplemente se tuvo acceso a estos muscle cars modernos debido a las subastas de la policía donde vendían las patrullas usadas, que en algunos casos también fueron parte del tuning.
Estos coches también pueden competir en carreras de cuarto de milla, tanto para aficionados como para profesionales brindándole una oportunidad a los jóvenes entusiastas de hoy en día a redescubrir a esta clase de autos, así como ver a sus equivalentes modernos como los muscle cars. Por ejemplo, tenemos al Ford Mustang GT Y sus variantes de alto desempeño Shelby y Saleen, así como Pontiac y el GTO que se produjo de 2004 a 2006 equipando el motor LS2 tomado del Corvette basándose en el australiano Holden Monaro, y otros más como el Chevrolet Camaro, el Dodge Charger y el Dodge Challenger que también han resurgido en la época actual. El primero siendo un sedán y el segundo, como una interpretación moderna de su homólogo de los 70. Antes de su descontinuación, Pontiac saco al mercado el G8 GXP, el cual también equipa el mismo motor LS2 del Corvette convirtiéndose en un sedán de altas prestaciones. Paralelo a esto los muscle cars modernos también están siendo aceptados en el Tuning, junto a los autos japoneses y europeos, también participando en carreras de Drifting.[cita requerida]